# Beuil
Beuil település Franciaországban, Alpes-Maritimes megyében. Lakosainak száma 553 fő (2022. január 1.). Beuil Auvare, Guillaumes, Isola, Péone, Pierlas, Puget-Rostang, Rigaud, Roubion és Saint-Étienne-de-Tinée községekkel határos.

## Népesség
A település népességének változása:
| Lakosok száma | 326  | 313  | 330  | 489  | 509  | 513  | 525  | 551  | 552  | 553  |
|               | 1968 | 1982 | 1990 | 2006 | 2013 | 2015 | 2017 | 2019 | 2020 | 2022 |